# Автомагістраль А83 (Франція)
Автомагістраль A83 — автомагістраль у Франції. Вона знаходиться в департаментах Пеї-де-ла-Луар і Пуату-Шаранта, якими керує ASF. З'єднує Нант з Ніортом через Фонтене-ле-Конт. Автомагістраль з’єднується з автомагістраллю A10 у Ніорі, що дає доступ на північ і до Бордо. A83 є частиною Autoroute des Estuaires. Загальна довжина 152,5 км. Вона також є частиною європейського маршруту E3.

## Опозиція
A83 була остаточно відкрита лише в 2001 році з відкриттям ділянки між Оулмесом і Ніортом. Ця остання частина маршруту поставила крапку в тривалих дебатах з 1987 року. Спочатку A83 мала приєднатися до A10, обходячи Ніорт на півдні, проходячи поблизу Кулона та Маньє. Цей маршрут був більш прямим, але перетинав болото Пуатвен (Marais Poitevin) – тривожна фауна, флора та ландшафти цього вологого болота.
Було відкрито A83 між Нантом і Ульмом, тоді як шукали більш екологічний маршрут. Південне розташування поблизу Ніорта мало дві проблеми: вологе болото та урбанізований район Сен-Лігуейр. Нарешті, 1992 року було обрано довший маршрут на північ від Ніора. Це було підтримано місцевою владою, оскільки вона обслуговувала більшу частину свого району. Останній 34.4 км між Ульмом і Ніортом були відкриті Сеголен Руаяль у 2001 році, тодішнім депутатом Де-Севра. Їй довелося провести кампанію, щоб забезпечити збереження болотистої місцевості. Арбітраж був передбачений президентом Франсуа Міттераном.

## A831
Автомагістраль має на меті скоротити шлях від Нанта до Бордо, який зараз використовує A83/A10, це додає 25 км до маршруту (Sainte-Hermine à Saintes RN137 & автомагістраль A837).
A831 з'єднає Рошфор (A837) з Фонтене-ле-Конте (A83). Маршрут між Нантом і Бордо проходитиме через A83 між Нантом і Фонтене-ле-Конте, A831 між Фонтене-ле-Контом і Рошфором, A837 між Рошфором і Сентом і A10 між Сентом і Бордо. Незважаючи на багато різних автомагістралей, маршрут буде коротшим.